# Elisabeta Paraschiva Csucsuj
Elisabeta Paraschiva Csucsuj (n. Földer, 22 noiembrie 1945, Oradea - d. ? ) a fost un demnitar comunist român de origine maghiară. Elisabeta Paraschiva Csucsuj a fost croitoreasă, a urmat diverse cursuri politice, a devenit membru de partid în 1966 și a fost membru al Comisiei Naționale de Demografie. 